# Takehiro Watanabe (Tischtennisspieler)
Takehiro Watanabe (* 16. Dezember 1961 in Fukuoka) ist ein japanischer Tischtennisspieler und -trainer. Er nahm an den Olympischen Spielen 1988 und 1992 teil. 

## Werdegang
Takehiro Watanabe gewann insgesamt neun Medaillen bei den japanischen Meisterschaften. 1991 siegte er im Einzel, 1982 bis 1985 im Doppel mit Kiyoshi Saitō, 1993 mit Yūji Matsushita sowie 1990 bis 1992 im Mixed mit Tomoko Ōno.
Bei den Olympischen Spielen 1988 in Seoul trat er nur im Doppelwettbewerb an. Hier verpasste er mit Kiyoshi Saito in der Vorgruppe D nach vier Siegen und drei Niederlagen den Einzug in die Hauptrunde und belegte Platz 13. 1992 in Barcelona spielte er im Einzel und im Doppel und schaffte in beiden Disziplinen nicht den Einzug in die Hauptrunde. Im Einzel gewann er in der Vorgruppe N ein Spiel und verlor zwei, damit landete er auf Platz 33. Auch das Doppel mit Kinjiro Nakamura gewann in der Vorgruppe E nur einmal und verlor zweimal und wurde so Siebzehnter.
In der Weltrangliste wurde er Mitte 1987 auf Platz 108 geführt.
Im Jahr 2021 wurde Takehiro Watanabe ins Trainerteam für die japanische Nationalmannschaft berufen.

## Spielergebnisse
- Olympische Spiele 1988 Doppel mit Kiyoshi Saito[3]
  - Siege: Cláudio Kano/Carlos Kawai (Brasilien), Lo Chuen Tsung/Vong Lu Veng (Hongkong), Jorge Gambra/Marcos Núñez (Chile), Fatai Adeyemo/Yomi Bankole (Nigeria)
  - Niederlagen: An Jae-Hyeong/Yu Nam-Gyu (Südkorea), Andrzej Grubba/Leszek Kucharski (Polen), Jörg Roßkopf/Steffen Fetzner (Bundesrepublik Deutschland)
- Olympische Spiele 1992 Einzel[4]
  - Siege: Marcos Núñez (Chile)
  - Niederlagen: Kim Song-hui (Nordkorea), Steffen Fetzner (Deutschland)
- Olympische Spiele 1992 Doppel mit Kinjiro Nakamura[5]
  - Siege: Kamlesh Mehta/Sujay Ghorpade (Indien)
  - Niederlagen: Jan-Ove Waldner/Mikael Appelgren (Schweden), Ilija Lupulesku/Slobodan Grujić (IOA)